# Hardenbergstrasse
Hardenbergstrasse (tysk stavning: Hardenbergstraße) är en gata i centrala Berlin. Hardenbergstrasse går från Ernst-Reuter-Platz via Bahnhof Zoo till Breitscheidplatz, Kantstrasse och Budapester Strasse. Längs gatan finns bland annat skyskrapan Zoofenster, Berlins tekniska universitet, Universität der Künste, Renaissance-Theater och Amerika-Haus. Den har fått sitt namn efter Karl August von Hardenberg  (1750-1822).